# 게리 콘웨이

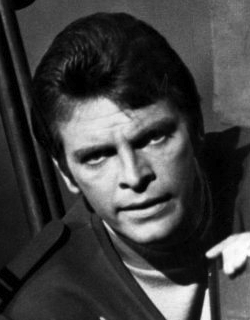

게리 콘웨이(Gary Conway, 1936년 2월 4일 ~ )는 미국의 배우, 각본가, 텔레비전 배우이다.
보스턴에서 태어났다.

## 영화
- 레인저 (1990년)
- 아메리칸 닌자 3 (1989년)
- 아메리칸 닌자 2 (1987년)
- 오버 더 톱 (1987년)
- 재뉴어리 (1975년)
- 선셋 77번가 (1958년)
- 몬스터 만드는 법 (1958년)
- 바이킹 여인 (1958년)